# Vlag van Yangon

Vlag van Yangon

De vlag van Yangon heeft een binnenste gedeelte van de zegel van Yangon, gecentreerd op een geel-groen-rood horizontale driekleur met de tekst ("Overheidsgroep van de regio Yangon") op een witte band onder de zegel. De vlag is sinds 2022 in gebruik genomen.
De vorige vlag die 1974 tot 2010 werd gebruikt, heeft een blauw veld beladen met voormalig zegel (1974-2010).
De vorige vlag die 2010 tot 2022 werd gebruikt, heeft een blauw veld beladen met voormalig zegel (2010-2022).

Historische vlaggen
1974–2010
2010–2022